# Cascades
Cascades是一家加拿大公司，主要生产、加工和销售由再生纤维構成的包装和卫生纸产品。Cascades在北美洲拥有超过85个运营单位，员工超过11,700 人。它成立于1964年。